# لاتیدان (بندرعباس)
لاتیدان یا کلمتلی، روستایی در دهستان گچین بخش مرکزی شهرستان بندرعباس در استان هرمزگان ایران است.

## موقعیت روستا
روستای لاتیدان از شمال به کوه لاتیدان، از جنوب به پایگاه نیروی هوایی، از سمت شرق به روستای گچین بالا، از سمت غرب به رودخانه کل و از طرف شمال شرقی به روستای دمیلو محدود می‌شود.

## جمعیت
بر پایه سرشماری عمومی نفوس و مسکن در سال ۱۳۹۵، جمعیت این روستا برابر با ۱٬۸۳۵ نفر (۴۶۹ خانوار) بوده است.